# 贝阿萨因
贝阿萨因（西班牙語：Beasáin）是西班牙巴斯克自治区吉普斯夸省的一个市镇。总面积30平方公里，总人口12108人（2001年），人口密度404人/平方公里。